# Stephen Davison Bechtel
Stephen Davison Bechtel (24 de septiembre de 1900, Aurora, Indiana - 14 de marzo de 1989, San Francisco, California) fue un ingeniero constructor estadounidense, presidente de la W.A. Bechtel Company desde 1936 hasta 1960, llamada hoy en día Bechtel Corporation.
En 1937 junto a John McCone formaron la Bechtel-McCone Corporation, empresa constructora de refinerías y plantas químicas. Con esta asociación construyeron barcos y fabricaron partes de aeronaves durante la Segunda Guerra Mundial. Después del conflicto bélico, la recién creada Bechtel Corporation se volvió una de las compañías líderes a nivel mundial en el ramo de la construcción y la ingeniería, desarrollando proyectos como sistemas de tuberías en Canadá y Oriente Medio o construyendo centrales eléctricas en todo el mundo. Las empresas subsidiarias de Bechtel ayudaron a construir la presa Hoover en el río Colorado, el oleoducto Trans-Alaska, la Central Nuclear Palo Verde y la ciudad de Jubail en Arabia Saudita.
- Datos: Q301797